# 相馬哲平 (初代)

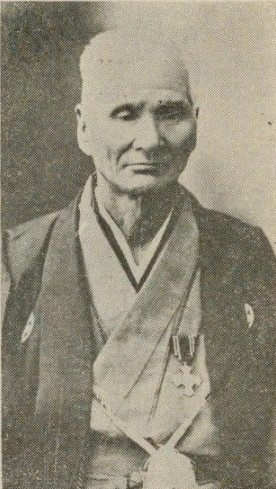
相馬哲平

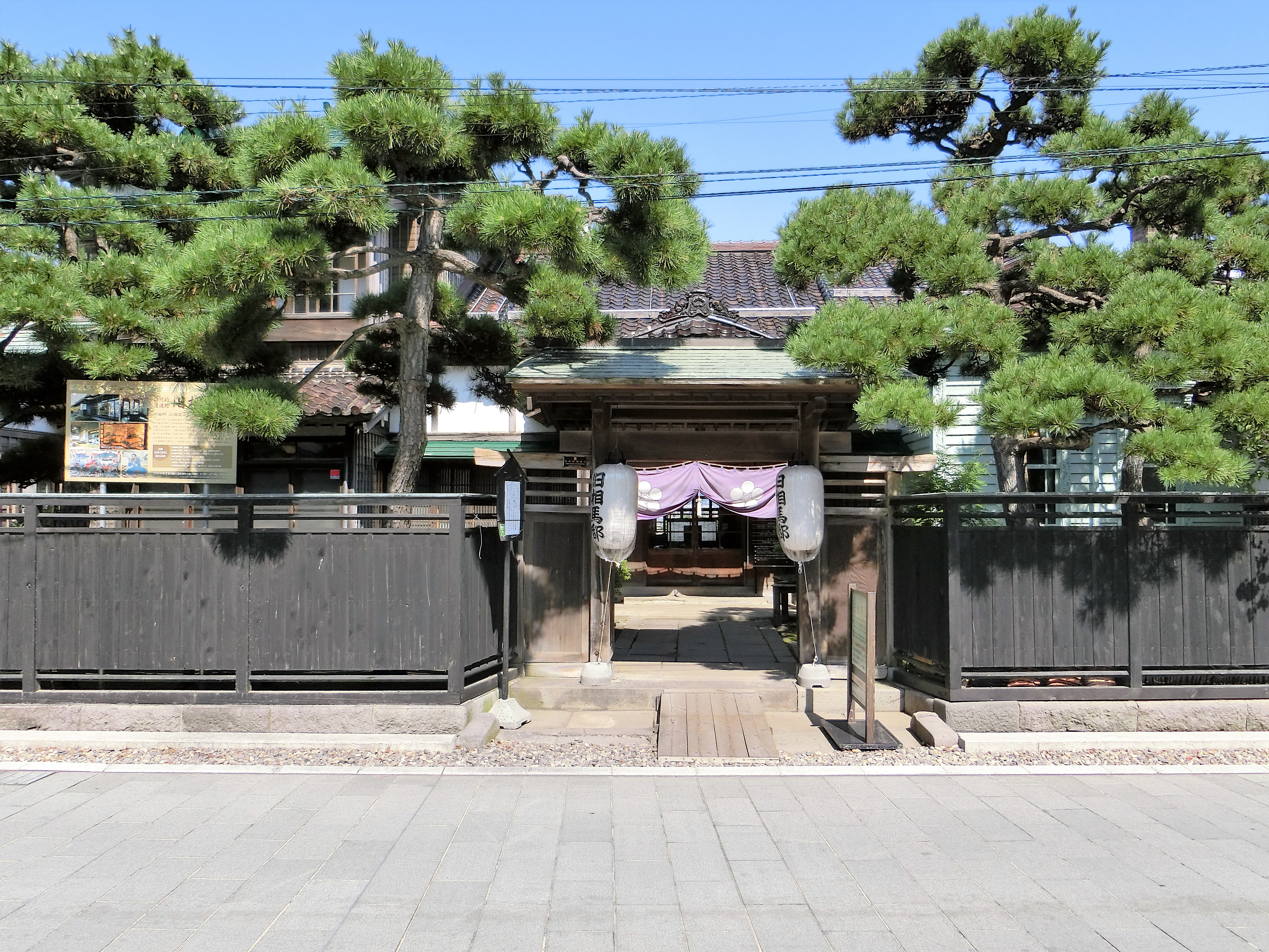
旧相馬邸（北海道函館市元町）

初代 相馬 哲平（そうま てっぺい、1833年6月22日（天保4年5月5日） - 1921年（大正10年）6月6日）は、日本の政治家・貴族院議員・北海道多額納税者・資産家・実業家・慈善家。函館貯蓄銀行頭取。相馬合名代表社員。族籍は北海道平民。北海道屈指の豪商だった。多くの公共施設や神社仏閣、凶作救済資金などに多額の私財を寄付した。

## 経歴
越後国蒲原郡荒井浜（のち新潟県北蒲原郡乙村大字荒井浜、現胎内市）で、相馬熊次郎の二男として生まれる。生家は木造和船を一艘所有した回漕業と綿屋の兼業で生計を立てていた。家計が豊かでなかったので、少年時代から「何か腕に芸を覚えよう」と考えていた。
文久元年（1861年）、28歳で箱館に移り、岩船屋春蔵宅で奉公（住み込み労働）。夜は春蔵の許可を得て自分で考えて行商を行うという働きぶりであった。岩船屋からのお給金と行商の儲けをすべて貯金し、函館に渡ってから足掛け3年で、米穀商を開業し独立した。箱館戦争時に米の投機で巨額の富を得た。その後、海産物販売、不動産業、金融など商売を拡大して資産を増やした。
1884年、米穀商を止めて金貸しを専業とした。その後、百十三銀行頭取、函館貯蓄銀行頭取などを務めた。また、箱館相場会所委員、商事通信委員、函館港改良工事委員、日本赤十字社北海道支部商議員、済生会評議員などを歴任。
1915年、持株会社の相馬合名、1919年、事業会社の相馬商店を設立し、この二つを中心にして系列子会社、土地所有を拡大して、1933年の相馬家の総資産が三千万円となり、全国有数の地方財閥となった。
当初は公益事業に関心を持たなかったが、資産の拡大に伴い「郷土報恩」をモットーとし、函館区役所や函館区公会堂の建築費などに多額の寄付を行い、慈善事業にも資金援助を行った。
1918年9月29日、貴族院多額納税者議員に就任し、1920年3月18日に辞任した。
函館区公会堂の近くには1908年に建築された哲平の私邸が残っており、「旧相馬邸」として公開されている。

## 人物
文久元年、箱館に渡航し、同郷出身者で既に函館で商売をしていた岩船屋春蔵宅に雇われ、粒粒辛苦を重ね、資金を貯めて米穀商を開業した。その後ニシン漁の投資と海陸物産商に転身し、北海道随一の豪商となった。
勤倹質素であった。衣服は、平常極めて粗末な、いわば厚綿のヌノコを着て、立縞の木綿羽織を付けているくらいであった。性格は、ふだんは極めて冷静で、極めて無愛嬌であった。箱館市民の間では余り気受けがよくなかった。
神仏を崇敬し、普段は倹約に努め贅沢はしないが、郷土報恩の精神から、多くの公共施設や神社仏閣、凶作救済資金などに多額の私財を寄付し続けた。住所は北海道函館大町、元町。

## 哲平が寄付した施設

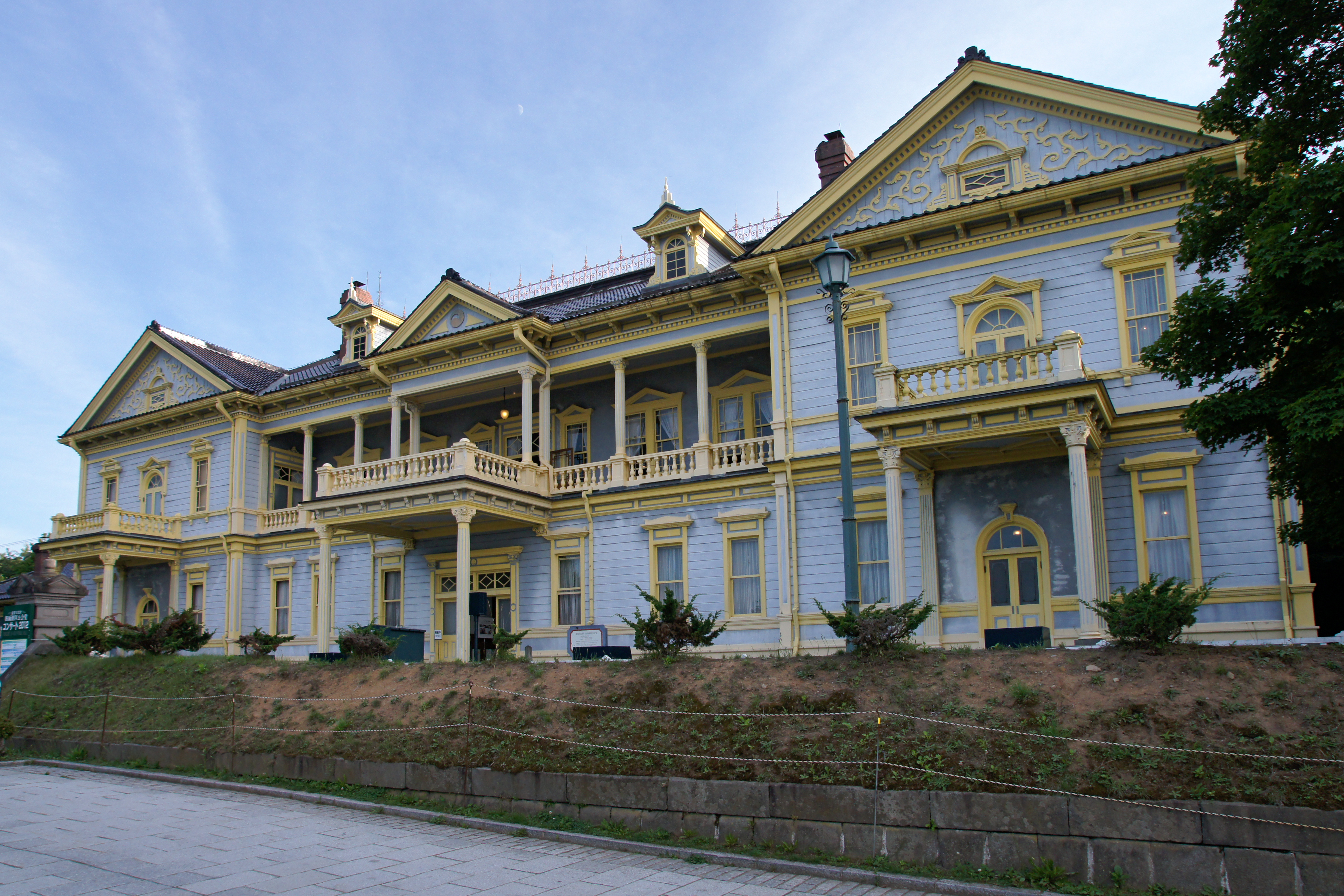
旧函館区公会堂
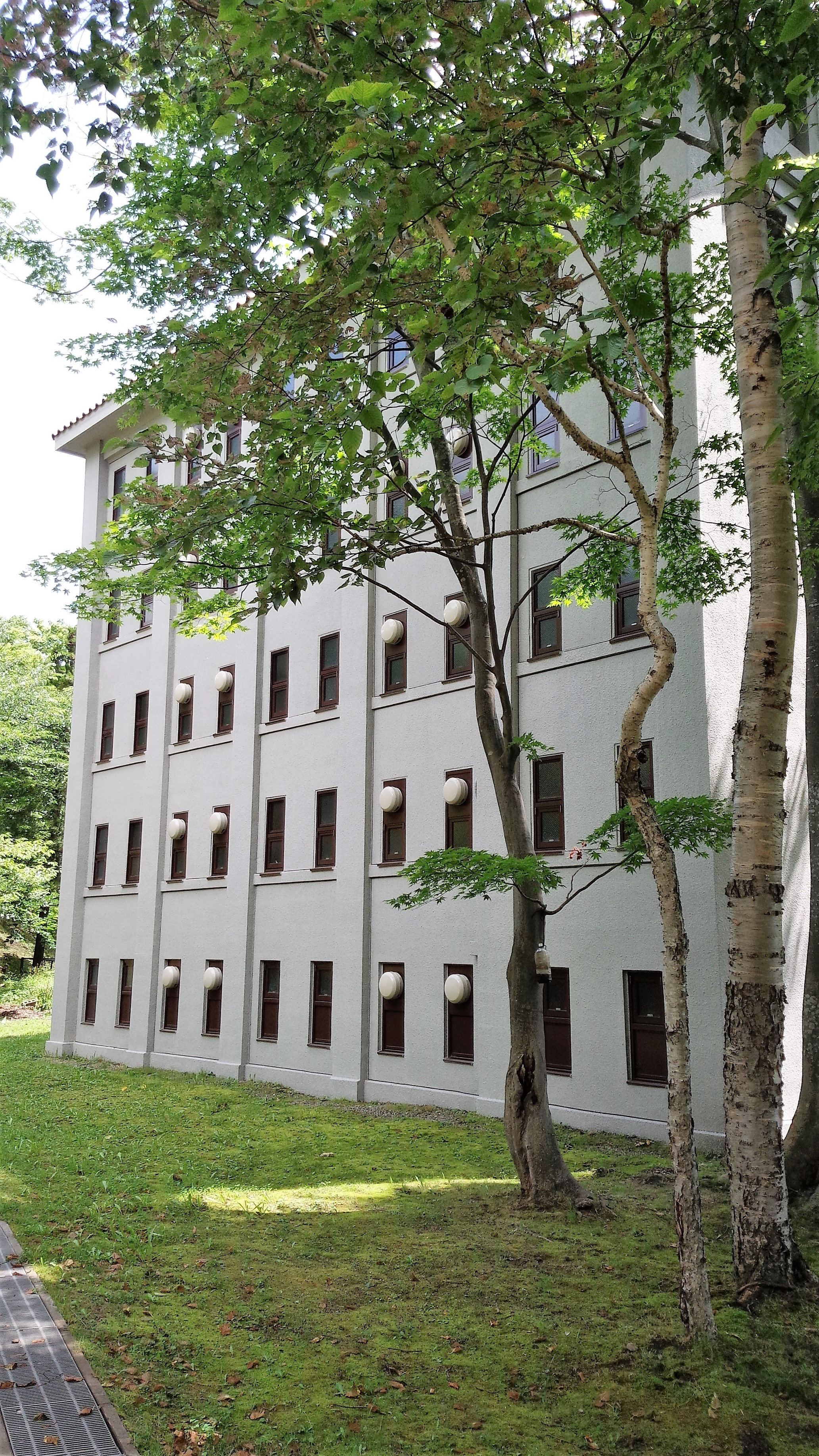
旧市立函館図書館書庫

## 伝記
- 神山茂編『相馬哲平伝』相馬報恩会、1961年。

## 家族・親族
相馬家
- 父・熊次郎（新潟平民）[1]
- 妻・キノ（1834年 - ?、新潟、伊賀喜三郎の二女）[1]
- 長女・クワ（1863年 - ?、北海道、相馬市作の妻、分家）[1]
- 二女・ムツ（新潟、相馬恒次郎の二男・重次郎の妻、分家）[1]
- 長男・2代哲平（1866年 - 1943年、初名・堅弥[1][7]、北海道多額納税者、相馬合名代表、相馬商店社長、函館貯蓄銀行頭取）
  - 同妻・チヨ（1874年 - ?、新潟、丹後直平の妹）[1][8]
- 二男・省三（1870年 - ?、分家[1]、北海道多額納税者、相馬合名代表）
  - 同妻・ミス（1876年 - ?、新潟、小野慶太郎の妹）[1]
- 養孫・確郎（1890年 - ?、分家、孫・ハツの夫、亀山恭平の弟[1]、北海道銀行、函館貯蓄銀行各取締役）
- 孫[1]
- 曽孫[1]